# Liste des députés de Tokyo
Cette page liste les membres de la Chambre des représentants du Japon élus dans les circonscriptions de Tokyo.

## 41elégislature(1996-2000)
Au cours de la 41e législature, les députés de Tokyo furent les suivants :
| Circonscription | Député | Député                   | Parti politique | Mandat    |
| --------------- | ------ | ------------------------ | --------------- | --------- |
| 1re             |        | Kaoru Yosano             | PLD             |           |
| 2e              |        | Kunio Hatoyama           | PDJ             | 1996-1999 |
| 2e              |        | Yoshikatsu Nakayama (ja) | PDJ             | 1999-2000 |
| 3e              |        | Shin'ichirō Kurimoto     | PLD             |           |
| 4e              |        | Shōkei Arai (ja)         | SE              | 1996-1998 |
| 4e              |        | Kensaku Morita           | PLD             | 1998-2000 |
| 5e              |        | Takashi Kosugi           | PLD             |           |
| 6e              |        | Tetsundo Iwakuni (ja)    | Shinshintō      |           |
| 7e              |        | Shigeru Kasuya (ja)      | PLD             |           |
| 8e              |        | Nobuteru Ishihara        | PLD             |           |
| 9e              |        | Kōichi Yoshida (ja)      | Shinshintō      |           |
| 10e             |        | Kōki Kobayashi (ja)      | PLD             |           |
| 11e             |        | Hakubun Shimomura        | PLD             |           |
| 12e             |        | Eita Yashiro (ja)        | PLD             |           |
| 13e             |        | Ichirō Kamoshita         | Shinshintō      |           |
| 14e             |        | Taiichirō Nishikawa (ja) | Shinshintō      |           |
| 15e             |        | Kōji Kakizawa (ja)       | PLD             | 1996-1999 |
| 15e             |        | Ben Kimura (ja)          | PLD             | 1999-2000 |
| 16e             |        | Yoshinobu Shimamura (ja) | PLD             |           |
| 17e             |        | Katsuei Hirasawa         | PLD             |           |
| 18e             |        | Naoto Kan                | PDJ             |           |
| 19e             |        | Yoshinori Suematsu (ja)  | PDJ             |           |
| 20e             |        | Yuriko Ōno (ja)          | Shinshintō      |           |
| 21e             |        | Jōji Yamamoto (ja)       | PDJ             |           |
| 22e             |        | Tatsuya Itō (ja)         | Shinshintō      |           |
| 23e             |        | Kōsuke Itō (ja)          | PLD             |           |
| 24e             |        | Tamon Kobayashi (ja)     | PLD             |           |
| 25e             |        | Yōzō Ishikawa (ja)       | PLD             |           |

## 42elégislature(2000-2003)
Au cours de la 42e législature, les députés de Tokyo furent les suivants :
| Circonscription | Député | Député                   | Parti politique | Mandat    |
| --------------- | ------ | ------------------------ | --------------- | --------- |
| 1re             |        | Banri Kaieda             | PDJ             |           |
| 2e              |        | Yoshikatsu Nakayama (ja) | PDJ             |           |
| 3e              |        | Jin Matsubara (ja)       | PDJ             |           |
| 4e              |        | Kensaku Morita           | SE              |           |
| 5e              |        | Yoshio Tezuka (ja)       | PDJ             |           |
| 6e              |        | Kōki Ishii (ja)          | PDJ             | 2000-2002 |
| 6e              |        | Yōko Komiyama (ja)       | PDJ             | 2003      |
| 7e              |        | Akira Nagatsuma          | PDJ             |           |
| 8e              |        | Nobuteru Ishihara        | PLD             |           |
| 9e              |        | Kōichi Yoshida (ja)      | PDJ             |           |
| 10e             |        | Kōki Kobayashi (ja)      | PLD             |           |
| 11e             |        | Hakubun Shimomura        | PLD             |           |
| 12e             |        | Eita Yashiro (ja)        | PLD             |           |
| 13e             |        | Ichirō Kamoshita         | PLD             |           |
| 14e             |        | Taiichirō Nishikawa (ja) | PC              |           |
| 15e             |        | Kōji Kakizawa (ja)       | SE              |           |
| 16e             |        | Yoshio Udagawa (ja)      | SE              |           |
| 17e             |        | Katsuei Hirasawa         | PLD             |           |
| 18e             |        | Naoto Kan                | PDJ             |           |
| 19e             |        | Yoshinori Suematsu (ja)  | PDJ             |           |
| 20e             |        | Kōichi Katō (ja)         | PDJ             |           |
| 21e             |        | Jōji Yamamoto (ja)       | PDJ             | 2000      |
| 21e             |        | Etsuko Kawada (ja)       | SE              | 2000-2003 |
| 22e             |        | Ikuo Yamahana (ja)       | PDJ             |           |
| 23e             |        | Kōsuke Itō (ja)          | PLD             |           |
| 24e             |        | Yukihiko Akutsu (ja)     | PDJ             |           |
| 25e             |        | Yōzō Ishikawa (ja)       | PLD             |           |

## 43elégislature(2003-2005)
Au cours de la 43e législature, les députés de Tokyo furent les suivants :
| Circonscription | Député | Député                   | Parti politique |
| --------------- | ------ | ------------------------ | --------------- |
| 1re             |        | Banri Kaieda             | PDJ             |
| 2e              |        | Yoshikatsu Nakayama (ja) | PDJ             |
| 3e              |        | Jin Matsubara (ja)       | PDJ             |
| 4e              |        | Kazuyoshi Nakanishi (ja) | PLD             |
| 5e              |        | Yoshio Tezuka (ja)       | PDJ             |
| 6e              |        | Yōko Komiyama (ja)       | PDJ             |
| 7e              |        | Akira Nagatsuma          | PDJ             |
| 8e              |        | Nobuteru Ishihara        | PLD             |
| 9e              |        | Isshū Sugawara (ja)      | PLD             |
| 10e             |        | Kōki Kobayashi (ja)      | PLD             |
| 11e             |        | Hakubun Shimomura        | PLD             |
| 12e             |        | Akihiro Ōta              | Kōmeitō         |
| 13e             |        | Kōriki Jōjima            | PDJ             |
| 14e             |        | Midori Matsushima        | PLD             |
| 15e             |        | Ben Kimura (ja)          | PLD             |
| 16e             |        | Yoshinobu Shimamura (ja) | PLD             |
| 17e             |        | Katsuei Hirasawa         | PLD             |
| 18e             |        | Naoto Kan                | PDJ             |
| 19e             |        | Yoshinori Suematsu (ja)  | PDJ             |
| 20e             |        | Kōichi Katō (ja)         | PDJ             |
| 21e             |        | Akihisa Nagashima (ja)   | PDJ             |
| 22e             |        | Ikuo Yamahana (ja)       | PDJ             |
| 23e             |        | Kōsuke Itō (ja)          | PLD             |
| 24e             |        | Kōichi Hagiuda           | PLD             |
| 25e             |        | Shinji Inoue             | PLD             |

## 44elégislature(2005-2009)
Au cours de la 44e législature, les députés de Tokyo furent les suivants :
| Circonscription | Député | Député                   | Parti politique |
| --------------- | ------ | ------------------------ | --------------- |
| 1re             |        | Kaoru Yosano             | PLD             |
| 2e              |        | Takashi Fukaya (ja)      | PLD             |
| 3e              |        | Hirotaka Ishihara        | PLD             |
| 4e              |        | Masaaki Taira (ja)       | PLD             |
| 5e              |        | Takashi Kosugi           | PLD             |
| 6e              |        | Takao Ochi (ja)          | PLD             |
| 7e              |        | Fumiaki Matsumoto (ja)   | PLD             |
| 8e              |        | Nobuteru Ishihara        | PLD             |
| 9e              |        | Isshū Sugawara (ja)      | PLD             |
| 10e             |        | Yuriko Koike             | PLD             |
| 11e             |        | Hakubun Shimomura        | PLD             |
| 12e             |        | Akihiro Ōta              | Kōmeitō         |
| 13e             |        | Ichirō Kamoshita         | PLD             |
| 14e             |        | Midori Matsushima        | PLD             |
| 15e             |        | Ben Kimura (ja)          | PLD             |
| 16e             |        | Yoshinobu Shimamura (ja) | PLD             |
| 17e             |        | Katsuei Hirasawa         | PLD             |
| 18e             |        | Naoto Kan                | PDJ             |
| 19e             |        | Yōhei Matsumoto (ja)     | PLD             |
| 20e             |        | Seiji Kihara (ja)        | PLD             |
| 21e             |        | Yūichi Ogawa (ja)        | PLD             |
| 22e             |        | Tatsuya Itō (ja)         | PLD             |
| 23e             |        | Kōsuke Itō (ja)          | PLD             |
| 24e             |        | Kōichi Hagiuda           | PLD             |
| 25e             |        | Shinji Inoue             | PLD             |

## 45elégislature(2009-2012)
Au cours de la 45e législature, les députés de Tokyo furent les suivants :
| Circonscription | Député | Député                   | Parti politique |
| --------------- | ------ | ------------------------ | --------------- |
| 1re             |        | Banri Kaieda             | PDJ             |
| 2e              |        | Yoshikatsu Nakayama (ja) | PDJ             |
| 3e              |        | Jin Matsubara (ja)       | PDJ             |
| 4e              |        | Norihiko Fujita (ja)     | PDJ             |
| 5e              |        | Yoshio Tezuka (ja)       | PDJ             |
| 6e              |        | Yōko Komiyama (ja)       | PDJ             |
| 7e              |        | Akira Nagatsuma          | PDJ             |
| 8e              |        | Nobuteru Ishihara        | PLD             |
| 9e              |        | Takatane Kiuchi (ja)     | PDJ             |
| 10e             |        | Takako Ebata             | PDJ             |
| 11e             |        | Hakubun Shimomura        | PLD             |
| 12e             |        | Ai Aoki (ja)             | PDJ             |
| 13e             |        | Tairō Hirayama (ja)      | PDJ             |
| 14e             |        | Taketsuka Kimura (ja)    | PDJ             |
| 15e             |        | Shōzō Azuma (ja)         | PDJ             |
| 16e             |        | Akihiro Hatsushika (ja)  | PDJ             |
| 17e             |        | Katsuei Hirasawa         | PLD             |
| 18e             |        | Naoto Kan                | PDJ             |
| 19e             |        | Yoshinori Suematsu (ja)  | PDJ             |
| 20e             |        | Kōichi Katō (ja)         | PDJ             |
| 21e             |        | Akihisa Nagashima (ja)   | PDJ             |
| 22e             |        | Ikuo Yamahana (ja)       | PDJ             |
| 23e             |        | Mari Kushibuchi          | PDJ             |
| 24e             |        | Yukihiko Akutsu (ja)     | PDJ             |
| 25e             |        | Shinji Inoue             | PLD             |

## 46elégislature(2012-2014)
Au cours de la 46e législature, les députés de Tokyo furent les suivants :
| Circonscription | Député | Député                 | Parti politique |
| --------------- | ------ | ---------------------- | --------------- |
| 1re             |        | Miki Yamada            | PLD             |
| 2e              |        | Kiyoto Tsuji (ja)      | PLD             |
| 3e              |        | Hirotaka Ishihara      | PLD             |
| 4e              |        | Masaaki Taira (ja)     | PLD             |
| 5e              |        | Kenji Wakamiya (ja)    | PLD             |
| 6e              |        | Takao Ochi (ja)        | PLD             |
| 7e              |        | Akira Nagatsuma        | PDJ             |
| 8e              |        | Nobuteru Ishihara      | PLD             |
| 9e              |        | Isshū Sugawara (ja)    | PLD             |
| 10e             |        | Yuriko Koike           | PLD             |
| 11e             |        | Hakubun Shimomura      | PLD             |
| 12e             |        | Akihiro Ōta            | Kōmeitō         |
| 13e             |        | Ichirō Kamoshita       | PLD             |
| 14e             |        | Midori Matsushima      | PLD             |
| 15e             |        | Mito Kakizawa (ja)     | VP              |
| 16e             |        | Hideo Ōnishi (ja)      | PLD             |
| 17e             |        | Katsuei Hirasawa       | PLD             |
| 18e             |        | Masatada Tsuchiya (ja) | PLD             |
| 19e             |        | Yōhei Matsumoto (ja)   | PLD             |
| 20e             |        | Seiji Kihara (ja)      | PLD             |
| 21e             |        | Akihisa Nagashima (ja) | PDJ             |
| 22e             |        | Tatsuya Itō (ja)       | PLD             |
| 23e             |        | Masanobu Ogura (ja)    | PLD             |
| 24e             |        | Kōichi Hagiuda         | PLD             |
| 25e             |        | Shinji Inoue           | PLD             |

## 47elégislature(2014-2017)
Au cours de la 47e législature, les députés de Tokyo furent les suivants :
| Circonscription | Député | Député                 | Parti politique | Mandat    |
| --------------- | ------ | ---------------------- | --------------- | --------- |
| 1re             |        | Miki Yamada            | PLD             |           |
| 2e              |        | Kiyoto Tsuji (ja)      | PLD             |           |
| 3e              |        | Hirotaka Ishihara      | PLD             |           |
| 4e              |        | Masaaki Taira (ja)     | PLD             |           |
| 5e              |        | Kenji Wakamiya (ja)    | PLD             |           |
| 6e              |        | Takao Ochi (ja)        | PLD             |           |
| 7e              |        | Akira Nagatsuma        | PDJ             |           |
| 8e              |        | Nobuteru Ishihara      | PLD             |           |
| 9e              |        | Isshū Sugawara (ja)    | PLD             |           |
| 10e             |        | Yuriko Koike           | PLD             | 2014-2016 |
| 10e             |        | Masaru Wakasa (ja)     | PLD             | 2016-2017 |
| 11e             |        | Hakubun Shimomura      | PLD             |           |
| 12e             |        | Akihiro Ōta            | Kōmeitō         |           |
| 13e             |        | Ichirō Kamoshita       | PLD             |           |
| 14e             |        | Midori Matsushima      | PLD             |           |
| 15e             |        | Mito Kakizawa (ja)     | Ishin           |           |
| 16e             |        | Hideo Ōnishi (ja)      | PLD             |           |
| 17e             |        | Katsuei Hirasawa       | PLD             |           |
| 18e             |        | Masatada Tsuchiya (ja) | PLD             |           |
| 19e             |        | Yōhei Matsumoto (ja)   | PLD             |           |
| 20e             |        | Seiji Kihara (ja)      | PLD             |           |
| 21e             |        | Kiyoshi Odawara (ja)   | PLD             |           |
| 22e             |        | Tatsuya Itō (ja)       | PLD             |           |
| 23e             |        | Masanobu Ogura (ja)    | PLD             |           |
| 24e             |        | Kōichi Hagiuda         | PLD             |           |
| 25e             |        | Shinji Inoue           | PLD             |           |

## 48elégislature(2017-2021)
Au cours de la 48e législature, les députés de Tokyo furent les suivants :
| Circonscription | Député | Député                 | Parti politique |
| --------------- | ------ | ---------------------- | --------------- |
| 1re             |        | Banri Kaieda           | PDC             |
| 2e              |        | Kiyoto Tsuji (ja)      | PLD             |
| 3e              |        | Hirotaka Ishihara      | PLD             |
| 4e              |        | Masaaki Taira (ja)     | PLD             |
| 5e              |        | Kenji Wakamiya (ja)    | PLD             |
| 6e              |        | Takayuki Ochiai (ja)   | PDC             |
| 7e              |        | Akira Nagatsuma        | PDC             |
| 8e              |        | Nobuteru Ishihara      | PLD             |
| 9e              |        | Isshū Sugawara (ja)    | PLD             |
| 10e             |        | Hayato Suzuki (ja)     | PLD             |
| 11e             |        | Hakubun Shimomura      | PLD             |
| 12e             |        | Akihiro Ōta            | Kōmeitō         |
| 13e             |        | Ichirō Kamoshita       | PLD             |
| 14e             |        | Midori Matsushima      | PLD             |
| 15e             |        | Tsukasa Akimoto        | PLD             |
| 16e             |        | Hideo Ōnishi (ja)      | PLD             |
| 17e             |        | Katsuei Hirasawa       | PLD             |
| 18e             |        | Naoto Kan              | PDC             |
| 19e             |        | Yōhei Matsumoto (ja)   | PLD             |
| 20e             |        | Seiji Kihara (ja)      | PLD             |
| 21e             |        | Akihisa Nagashima (ja) | PE              |
| 22e             |        | Tatsuya Itō (ja)       | PLD             |
| 23e             |        | Masanobu Ogura (ja)    | PLD             |
| 24e             |        | Kōichi Hagiuda         | PLD             |
| 25e             |        | Shinji Inoue           | PLD             |

## 49elégislature(2021-2024)
Au cours de la 49e législature, les députés de Tokyo furent les suivants :
| Circonscription | Député | Député                  | Parti politique | Mandat    |
| --------------- | ------ | ----------------------- | --------------- | --------- |
| 1re             |        | Miki Yamada             | PLD             |           |
| 2e              |        | Kiyoto Tsuji (ja)       | PLD             |           |
| 3e              |        | Jin Matsubara (ja)      | PDC             |           |
| 4e              |        | Masaaki Taira (ja)      | PLD             |           |
| 5e              |        | Yoshio Tezuka (ja)      | PDC             |           |
| 6e              |        | Takayuki Ochiai (ja)    | PDC             |           |
| 7e              |        | Akira Nagatsuma         | PDC             |           |
| 8e              |        | Harumi Yoshida          | PDC             |           |
| 9e              |        | Issei Yamagishi (ja)    | PDC             |           |
| 10e             |        | Hayato Suzuki (ja)      | PLD             |           |
| 11e             |        | Hakubun Shimomura       | PLD             |           |
| 12e             |        | Mitsunari Okamoto (ja)  | Kōmeitō         |           |
| 13e             |        | Shin Tsuchida (ja)      | PLD             |           |
| 14e             |        | Midori Matsushima       | PLD             |           |
| 15e             |        | Mito Kakizawa (ja)      | SE              | 2021-2024 |
| 15e             |        | Natsumi Sakai (ja)      | PDC             | 2024-2025 |
| 16e             |        | Hideo Ōnishi (ja)       | PLD             |           |
| 17e             |        | Katsuei Hirasawa        | PLD             |           |
| 18e             |        | Naoto Kan               | PDC             |           |
| 19e             |        | Yoshinori Suematsu (ja) | PDC             |           |
| 20e             |        | Seiji Kihara (ja)       | PLD             |           |
| 21e             |        | Kiyoshi Odawara (ja)    | PLD             |           |
| 22e             |        | Tatsuya Itō (ja)        | PLD             |           |
| 23e             |        | Masanobu Ogura (ja)     | PLD             |           |
| 24e             |        | Kōichi Hagiuda          | PLD             |           |
| 25e             |        | Shinji Inoue            | PLD             |           |

## 50elégislature(depuis 2024)
Au cours de la 50e législature, les députés de Tokyo sont les suivants :
| Circonscription | Député | Député                  | Parti politique |
| --------------- | ------ | ----------------------- | --------------- |
| 1re             |        | Banri Kaieda            | PDC             |
| 2e              |        | Kiyoto Tsuji (ja)       | PLD             |
| 3e              |        | Hirotaka Ishihara       | PLD             |
| 4e              |        | Masaaki Taira (ja)      | PLD             |
| 5e              |        | Yoshio Tezuka (ja)      | PDC             |
| 6e              |        | Takayuki Ochiai (ja)    | PDC             |
| 7e              |        | Akihiro Matsuo (ja)     | PDC             |
| 8e              |        | Harumi Yoshida          | PDC             |
| 9e              |        | Issei Yamagishi (ja)    | PDC             |
| 10e             |        | Hayato Suzuki (ja)      | PLD             |
| 11e             |        | Yukihiko Akutsu (ja)    | PDC             |
| 12e             |        | Kei Takagi (ja)         | PLD             |
| 13e             |        | Shin Tsuchida (ja)      | PLD             |
| 14e             |        | Midori Matsushima       | PLD             |
| 15e             |        | Natsumi Sakai (ja)      | PDC             |
| 16e             |        | Yōhei Ōnishi (ja)       | PLD             |
| 17e             |        | Katsuei Hirasawa        | SE              |
| 18e             |        | Kaoru Fukuda            | PLD             |
| 19e             |        | Yoshinori Suematsu (ja) | PDC             |
| 20e             |        | Seiji Kihara (ja)       | PLD             |
| 21e             |        | Masako Ōkawara (ja)     | PDC             |
| 22e             |        | Ikuo Yamahana (ja)      | PDC             |
| 23e             |        | Shunsuke Itō            | PDC             |
| 24e             |        | Kōichi Hagiuda          | SE              |
| 25e             |        | Shinji Inoue            | PLD             |
| 26e             |        | Jin Matsubara (ja)      | SE              |
| 27e             |        | Akira Nagatsuma         | PDC             |
| 28e             |        | Satoshi Takamatsu (ja)  | PDC             |
| 29e             |        | Mitsunari Okamoto (ja)  | Kōmeitō         |
| 30e             |        | Eri Igarashi (ja)       | PDC             |